# Francis Salet
Pour les articles homonymes, voir Salet (homonymie).
Francis Salet, né à Paris 6e le 12 février 1909 et mort à Paris 7e le 5 septembre 2000, est un historien et conservateur de musées, membre de l'Institut.
Historien spécialisé en histoire de l'art, notamment médiévale, il devient conservateur et directeur de musées, président de la Société française d'archéologie et de la Société nationale des antiquaires de France, directeur de publications, inspecteur général des musées français. Il est membre de l'Institut au titre de l'Académie des inscriptions et belles-lettres.

## Biographie
Francis Pierre Eugène Étienne Salet, usuellement Francis Salet, est né en 1909. Il entre à l'École nationale des chartes, et en sort en 1932 avec le diplôme d'archiviste paléographe. Il publie son premier article en 1931, et consacre sa thèse à l'architecture religieuse dans le comté de Brie du XIe au XVIe siècle.

### Conservateur et fondateur de musées
Il est nommé au musée du Louvre, et intègre en 1937 le département des sculptures, qu'il quitte en 1945 pour le département des objets d'art. Il devient en 1948 conservateur au musée des Thermes et de l'hôtel de Cluny, devenu Musée national du Moyen Âge, qu'il dirige de 1967 à 1979, comme conservateur en chef,. Il crée aussi le Musée national de la Renaissance, à Écouen.

### Responsabilités nationales
Il fait partie de la commission nationale établissant l'inventaire des monuments et des richesses artistiques français. En janvier 1975, il est nommé vice-président de cette commission nationale.
Il préside la Société nationale des antiquaires de France ; il est aussi le président de la Société française d'archéologie, et inspecteur général des musées français de 1972 à 1979. Il dirige le Bulletin monumental, la collection Congrès archéologique de France, et la Bibliothèque de la Société française d'Archéologie,,.

### Publications scientifiques, révision des datations
Francis Salet est notamment l'auteur de La Madeleine de Vézelay, de Histoire et héraldique : la succession de Bourgogne de 1361, de L'Art gothique. Il enseigne comme professeur à l'École du Louvre, et à l'École spéciale d'architecture.
Pendant toute sa carrière, Francis Salet est constamment partisan d'étudier les monuments et les objets d'art en liaison étroite avec les sources documentaires et les textes disponibles. Il s'est basé aussi sur sa connaissance de l'héraldique et de la symbolique anciennes pour dater des œuvres d'art médiévales, et rectifier des attributions et des datations,. 
Il contribue à donner une solide valeur scientifique aux publications et collections qu'il dirige. Il étudie tous les aspects de l'art médiéval, notamment la sculpture, la peinture, les émaux, les tapisseries, l'héraldique. Il n'hésite pas à remettre en cause les travaux de ses prédécesseurs, parfois de façon décapante. Il publie à la fois des ouvrages très spécialisés et des œuvres de synthèse.
Ses études et son action contribuent largement à la mise en valeur et à la préservation du patrimoine médiéval national, aussi bien artistique que monumental,. 

### Membre de l'Institut
Francis Salet est élu en 1977 au sein de l'Académie des inscriptions et belles-lettres, de l'Institut, comme membre permanent. Philippe Contamine y siège à ses côtés, et apporte sur lui un éclairage personnel, ayant « eu personnellement l'occasion de profiter de son érudition », il a « pu apprécier, sous ses dehors un peu froids, sa vigilance critique, sa lucidité, son discret humour ». 
Francis Salet prend sa retraite en 1979, mais continue plusieurs de ses activités. De 1981 à 1999 Il est membre du collège des administrateurs du Domaine de Chantilly géré par l'Institut. Il reçoit en 1988 le prix national du Patrimoine.
Il est mort à Paris en 2000. Ses archives sont déposées à l'Institut national d'histoire de l'art.

## Publications
Seuls sont indiqués ici les ouvrages dont il est le ou l'un des principaux auteurs, ou le directeur de publication, classés par ordre de première année connue de publication. Sont exclus les traductions, les rééditions sauf avec large refonte, les nombreux articles et les contributions diverses.
- L'architecture religieuse dans le comté de Brie du XIe au XVIe siècle, thèse, v. 1932.
- La Madeleine de Vézelay et ses dates de construction, Paris et Nogent-le-Rotrou, impr. de Daupeley-Gouverneur, 1936.
- Exposition des trésors de Reims, catalogue par Charles Sterling, Maurice Sérullaz et Francis Salet, Paris, Musée de l'Orangerie, 1938.
- Les Grands sculpteurs français, Paris, s.d.
- Notre-Dame de Corbeil, 1941.
- Dans les Landes, 1941.
- Blasimon, 1941.
- Sculptures du Moyen Âge récemment entrées au Musée du Louvre, Paris, Société française d'archéologie, 1942.
- La Tapisserie française du Moyen Âge à nos jours, Paris, Éditions des Musées nationaux, Vincent, Fréal et Cie, 1946.
- Notre-Dame de Poissy, Paris, Société française d'archéologie, 1947.
- Notre-Dame de Poissy, 1948.
- La cathédrale de Tours, 1949.
- Musée de Cluny. Guide sommaire, Paris, Éditions des Musées nationaux, 1949.
- Les Grands sculpteurs français, à partir de 1950.
- Description raisonnée des sculptures du Moyen Âge, de la Renaissance et des Temps modernes. 1, Moyen Âge, par Marcel Aubert et autres, avec notices de Michèle Beaulieu [et de Francis Salet], Paris, Éditions des Musées nationaux, 1950.
- Musée de Cluny, Paris, Braun, 1951.
- Paul Vitry, notice, Paris et Nogent-le-Rotrou, 1951.
- Verneuil, Nogent-le-Rotrou, impr. de Daupeley-Gouverneur, 1955.
- Histoire et héraldique : la succession de Bourgogne de 1361, 1955.
- La Dame à la licorne, en collaboration, Paris, Braun, 1960.
- La Cathédrale du Mans, 1961.
- Le Musée de Cluny, ensemble médiéval, sd.
- L'Art gothique, Paris, Presses universitaires de France, 1963.
- Notre-Dame de Cunault, les campagnes de construction, 1964.
- La Fête de la Toison d'or de 1468, 1966.
- La Croix du serment de l'ordre de la Toison d'or, 1966.
- Saint-Étienne de Nevers, 1967.
- L'Église Saint-Pierre de Sémelay, 1967.
- L'Église de Donzy-Le-Pré, 1967.
- Cluny III, paru dans le Bulletin monumental, 1968.
- Tapisserie : méthode et vocabulaire, Inventaire général des monuments et des richesses artistiques de la France, rédigé par Nicole Viallet, sous le contrôle scientifique de Francis Salet et Geneviève Souchal, Paris, Inventaire général des monuments et des richesses artistiques de la France, 1971.
- Architecture, Vocabulaire (dir.), Ministère des affaires culturelles, Inventaire général des monuments et des richesses artistiques de la France, Paris, Impr. nationale, 1972.
- René Crozet (1896-1972), 1972.
- Musée des thermes et de l'hôtel de Cluny, Paris, Éditions des Musées nationaux, s.d., vers 1974.
- L'ancienne cathédrale Saint-Maurice de Vienne, 1974.
- Jules Romain, "L'Histoire de Scipion" : tapisseries et dessins, Grand Palais, 26 mai-2 octobre 1978, catalogue par Francis Salet, Paris, Éditions de la Réunion des musées nationaux, 1978.
- David et Bethsabée : Château d'Écouen, Paris, Éditions de la Réunion des musées nationaux, 1980.
- Notice sur la vie et les travaux de Pierre Pradel, Académie des inscriptions et belles-lettres, Paris, Institut de France, 1982.
- Objets civils domestiques : vocabulaire (dir.), Ministère de la Culture, Inventaire général des monuments et des richesses artistiques de la France, par Catherine Arminjon et Nicole Blondel, sous la dir. d'André Chastel et de Francis Salet, Paris, Impr. nationale, 1984.
- Mécénat royal et princier au Moyen Âge, Académie des inscriptions et belles-lettres, Paris, Institut de France, 1985.
- Cluny et Vézelay : l'œuvre des sculpteurs, Paris, Musée des monuments français, Société française d'archéologie, 1995.
- Notice sur la vie et les travaux de Jean Hubert…, 1998.
- Nombreux articles, préfaces, introductions, contributions diverses.

## Distinctions

### Décorations
- Commandeur de la Légion d'honneur (Chevalier en 1956, officier en 1972, commandeur en 1994[8]).
- Commandeur de l'ordre des Arts et des Lettres en 1975[9].

### Récompenses
- Membre de l'Institut, élu au titre de l'Académie des inscriptions et belles-lettres, 1977[7].
- Prix national du Patrimoine, 1988[4].

## Documentation
Une partie de ses archives est conservée à l'Institut national d'histoire de l'art.